# 어드밴스트 포맷

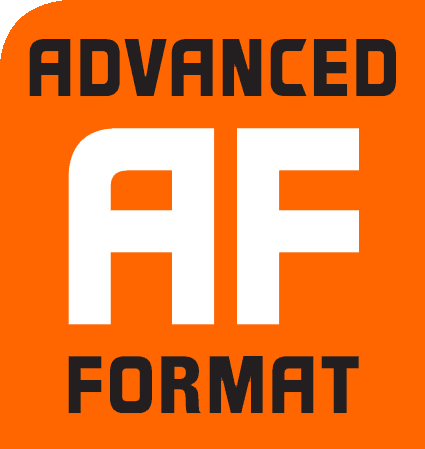
어드밴스트 포맷 로고.

어드밴스트 포맷(Advanced Format, AF)은 1세대 어드밴스트 포맷 하드 디스크 드라이브의 4096 바이트(4 KiB) 섹터와 같이 섹터 하나 당 512~528 바이트를 초과하는 하드 디스크 드라이브(HDD)의 자기 디스크에 데이터를 저장하기 위해 사용되는 디스크 섹터 포맷과 관련되는 용어이다. 섹터가 클수록 더 강력한 오류 검출 알고리즘을 사용할 수 있게 되어, 더 높은 스토리지 밀도에서 데이터 무결성을 유지한다.
어드밴스트 포맷은 또한 HDD 스토리지의 역사에서 중요한 기술로 간주되는데, 여기에서 데이터는 적어도 소비자 등급의 HDD가 도입된 이후로 일반적으로 512바이트의 세그먼트로 처리되고 있으며, 프로페셔널 분야에서는 1956년 HDD의 발명 이후로 이와 비슷하거나 더 작은 부분으로 처리된다.

## 역사
길이가 긴 데이터 섹터에 대한 필요성은 1998년 처음 제기되었는데, 이 시기에 NSIC(National Storage Industry Consortium)가 발행한 기술 문서는 면 밀도의 지속적인 상승과, 하드 디스크 드라이브에 쓰이는 섹터 당 전통적인 512바이트 간의 충돌에 대해 주의를 끌었다. 자기 기록 시스템 기술 및 밀도에 대한 혁신적인 돌파구가 없이는 하드 디스크 드라이브는 침체될 수 밖에 없었다.
스토리지 산업 동업 조합 IDEMA(International Disk Drive Equipment and Materials Association)는 IDEMA 롱 데이터 섹터 위원회(Long Data Sector Committee)를 조직함으로써 이에 응하였으며, 여기에 IDEMA와 주도적인 하드웨어 및 소프트웨어 공급자들은 레거시 컴퓨팅 구성 요소들을 지원, 호환하는 방식을 포함하여 길이가 긴 데이터 섹터를 관리하는 표준의 정의와 개발에 협업하였다. 2005년 8월, 시게이트는 테스트를 목적으로 1K 물리 섹터를 갖춘 테스트용 드라이브를 산업 파트너들에게 전달하였다.:Figure 3 2010년에 섹터 당 4096 바이트(4K)의 구성을 이용한 긴 데이터 섹터의 첫 공식 세대를 위한 산업 표준이 완성되었다. 모든 하드 드라이브 제조업체들은 2011년 1월 어드밴스트 포맷 섹터 구조를 갖춘 데스크톱, 노트북 제품용의 새로운 하드 드라이브 플랫폼을 출하하는데 전념하였다.
어드밴스트 포맷은 여러 세대의 긴 데이터 섹터 기술로 될 것을 예측하면서 만들어졌으며, 로고는 레거시 512-, 520-, 528바이트 섹터를 이용한 긴 데이터 섹터 기반 하드 디스크 드라이브와 구별하기 위해 만들어졌다.

## 개요
| 설명                | 512바이트 섹터 | 4096바이트 섹터 |
| ------------------- | -------------- | --------------- |
| 갭, 싱크, 주소 표시 | 15바이트       | 15바이트        |
| 사용자 데이터       | 512바이트      | 4096바이트      |
| 오류 정정 코드      | 50바이트       | 100바이트       |
| 전체                | 577바이트      | 4211바이트      |
| 효율성              | 88.7%          | 97.3%           |

| 0           | 1           | 2           | 3           | 4           | 5           | 6           | 7           | 8           | 9           | 10          | 11          | 12          | 13          | 14          | 15          |
| 물리 섹터 1 | 물리 섹터 1 | 물리 섹터 1 | 물리 섹터 1 | 물리 섹터 1 | 물리 섹터 1 | 물리 섹터 1 | 물리 섹터 1 | 물리 섹터 2 | 물리 섹터 2 | 물리 섹터 2 | 물리 섹터 2 | 물리 섹터 2 | 물리 섹터 2 | 물리 섹터 2 | 물리 섹터 2 |

1세대 어드밴스트 포맷 4K 섹터 기술은 8개의 512바이트 섹터에 저장될 데이터를 4096바이트(4 KiB) 길이의 하나의 단일 섹터에 병합함으로써 스토리지 표면 미디어를 더 효율적으로 사용한다. 전통적인 512바이트의 섹터 구조의 주요 설계 요소들이 관리되며, 특히 식별(identification) 및 동기화는 처음에 표시되고, 오류 정정 코딩(ECC) 영역은 섹터의 끝에 표시된다. 섹터 헤더와 ECC 영역 사이에 8개의 512바이트 섹터가 병합되며 512바이트 데이터의 각 덩어리 사이의 쓸모없는 헤더 영역의 필요성을 없애준다. 롱 데이터 섹터 위원회는 여러 가지 이유로 1세대 AF 표준을 위한 4K 블록 길이를 선별하였으며, 이 이유에는 프로세서 및 일부 운영 체제에 쓰이는 페이징 크기에 대한 일치 및 관계형 데이터베이스 시스템의 표준 트랜잭션의 크기와의 상관관계를 포함한다.
포맷의 효율성은 7~8퍼센트의 물리적 플래터 공간의 4K 섹터 구조로부터 발생한다. 4K 포맷은 ECC 필드를 50에서 100바이트로 확장하기 위해 충분한 공간을 제공하며 새로운 ECC 알고리즘을 수용한다. 강화된 ECC를 통해 512바이트 섹터 레거시 포맷과 관련하여 50바이트 이상의 데이터 오류를 감지하고 정정하는 기능을 개선한다. 어드밴스트 포맷 표준은 전통적인 512바이트 섹터 레이아웃과 동일한 "갭", "동기화", "주소 표시" 구성을 사용하지만,
8개의 512바이트 섹터를 하나의 데이터 필드로 병합한다.

어드밴스트 포맷 4K 기술 및 분산 ECC를 사용함으로써 이루어낸 하드 디스크 드라이브 포맷의 효율성.

최대 2010년 중순까지 출하가 완료된 수많은 레거시 512바이트 섹터 기반 하드 디스크 드라이브들을 가지고서, 이 하드 디스크 드라이브에 접근하는 수많은 시스템, 프로그램, 응용 프로그램들은 섹터 당 512바이트를 기준으로 설계된다. 구성요소 및 소프트웨어 제공업체들이 롱 데이터 섹터 위원회에 초기에 참가했을 경우 어드밴스트 포맷으로의 변환에 대비할 수 있는 기회가 있었다.
이를테면, 윈도우 비스타, 윈도우 7, 윈도우 서버 2008, 윈도우 서버 2008 R2(일부 핫픽스 설치 시)는 FreeBSD, 리눅스의 동시대 버전이 지원하는 것처럼 512e 포맷(4Kn 아님) 드라이브를 지원한다. 맥 OS X 타이거 이상은 어드밴스트 포맷 드라이브를 사용할 수 있으며 OS X 마운틴 라이언 10.8.2는 추가적으로 이들을 암호화하는 기능을 제공한다. 윈도우 8과 윈도우 서버 2012 또한 4Kn 어드밴스트 포맷을 지원한다. 오라클 솔라리스 10, 11은 루트가 아닌 ZFS 파일 시스템에 대해 4Kn 및 512e 하드 디스크 드라이브를 지원하며
11.1 버전 들어 512e 장치에 대한 설치 및 부팅 지원을 제공한다.

## 분류
롱 데이터 섹터 위원회가 맡은 어드밴스트 포맷 이니셔티브들 중에서 레거시 컴퓨팅 솔루션과 하위 호환성을 유지하는 방식들이 언급되었다. 이러한 목적을 달성하기 위해 여러 분류의 어드밴스트 포맷 장치가 만들어졌다.

### 512e
수많은 호스트 컴퓨터 하드웨어와 소프트웨어 구성 요소들은 하드 드라이브가 512바이트 섹터의 경계로 구성되어 있다고 간주한다. 여기에는 칩셋, 운영 체제, 데이터베이스 엔진, 하드 디스크 파티셔닝, 이미징 도구, 백업, 파일 시스템 유틸리티뿐 아니라 기타 응용 소프트웨어의 일부분에까지 그 범위는 넓은 편이다. 레거시 컴퓨팅 구성 요소와의 호환성을 유지하기 위해 수많은 하드 디스크 드라이브 제공업체들은 512바이트 변환 펌웨어가 포함된 기록 미디어에 어드밴스트 포맷 기술을 지원한다. 512바이트 펌웨어에 4096바이트 물리 섹터로 구성된 하드 드라이브들은 어드밴스트 포맷 512e 또는 512 에뮬레이션 드라이브로 부른다.

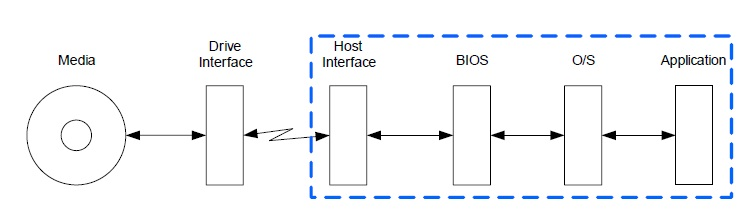
512바이트 기반 코드를 사용한 잠재적인 영역

4096 바이트의 물리 포맷을 가상 512바이트로 변환하는 일은 하드 디스크 드라이브에 접근하는 엔티티에 투명하게 작용한다. 읽기 및 쓰기 명령은 레거시 드라이브와 동일한 포맷으로 어드밴스트 포맷 드라이브에 발행된다. 그러나 읽기 과정 동안에 어드밴스트 포맷 하드 드라이브는 요청된 512 바이트 데이터를 포함하는 전체 4096바이트 섹터를 드라이브에 위치한 메모리로 로드한다. 에뮬레이션 펌웨어는 특정한 데이터를 512바이트 덩어리로 풀어서 포맷을 변경하며, 그 뒤 데이터를 호스트로 내보낸다. 전반적인 프로세스의 성능 저하는 일반적으로 없는 편이다.
변환 과정은 복수의 4K가 아니거나 4K 경계에 있지 않은 데이터를 기록할 때 더 복잡하다. 예를 들어, 하드 드라이브는 대상 데이터를 포함하는 4096 바이트의 섹터를 모두 내부 메모리로 읽어들이고 새로운 데이터를 기존의 데이터에 통합한 다음 완전한 4096 바이트 섹터를 디스크 미디어에 재기록해야 한다. 이를 read-modify-write(RMW)라고 하며, 자기 디스크의 추가적인 공전이 요구될 수 있으며 시스템 사용자에게 인지 가능한 성능적인 영향을 초래할 수 있다. IDEMA와 하드 드라이브 업체들이 수행한 성능 분석에 따르면 일반적인 비즈니스 PC 사용자 환경에서 전체 쓰기 명령 중 약 5~10%가 잘못 배치되어 RMW 성능의 불이익이 발생할 수 있다.
레거시 운영 체제에서 어드밴스트 포맷 드라이브를 사용할 때 하드 디스크 제조업체가 제공하는 소프트웨어를 이용하여 디스크 드라이브를 재배치하는 것이 중요하다. 디스크 재정렬은 파티션 이동으로 인해 파일 시스템 클러스터가 부분적인 물리 디스크 섹터를 가로지르는 클러스터 스트래딩(cluster stradding)이라는 성능 저하 현상을 회피하기 위해 필수적이다. 하드 디스크 파티션을 만들 때 클러스터 대 클러스터 정렬이 결정되기 때문에 디스크 파티션 "이후"에 재정렬 소프트웨어가 사용된다. 이를 통하여 컴퓨팅 생태계가 만들어낸 미정렬 쓰기 수를 줄이는 데 일조할 수 있다. 응용 프로그램들을 어드밴스트 포맷 기술로 전환을 준비시키는 추가적인 활동들이 롱 데이터 섹터 위원회와 하드 디스크 드라이브 제조업체들에 의해 주도되고 있다.

### 4K 네이티브

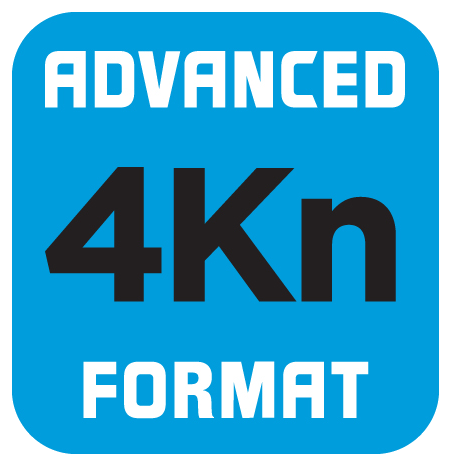
어드밴스트 포맷 4K 네이티브 로고

4K 네이티브 모드로 동작하는 하드 디스크 드라이브의 경우, 에뮬레이션 계층이 존재하지 않으며 디스크 미디어는 시스템 펌웨어 및 운영 체제에 대해 직접 4 KB 물리 섹터 크기를 노출시킨다. 이렇게 4K 네이티브 드라이브의 외부적으로 보이는 논리 섹터 조직은 직접 내부 물리 섹터 조직에 매핑된다. 2014년 4월 이후로 엔터프라이즈급 4K 네이티브 하드 디스크 드라이브들이 시장에 출시되고 있다.
운영 체제 안에서의 4 KB 논리 섹터의 지원에 대한 지원 여부는 유형, 벤더, 버전마다 차이가 있다. 이를테면 마이크로소프트 윈도우는 윈도우 8, 윈도우 서버 2012(둘 다 2012년에 출시) 이후로 4K 네이티브 드라이브를 지원하고 있으며, 리눅스는 리눅스 커널 버전 2.6.31 및 Util-linux-ng 버전 2.17 (각각 2009년, 2010년 출시) 이후로 지원하고 있다.
4K 네이티브 드라이브를 가리키는 컬러판의 로고는 512e 로고와는 조금 차이가 있는데, 파란 배경에 4개의 둥근 모서리가 있으며 로고 가운데에 4Kn 텍스트가 위치해 있다.